# 오초 (연호)
오초(応長, おうちょう)는 일본의 연호(元号) 중 하나이다.
- 전후 : 엔쿄(延慶) 이후 - 쇼와(正和) 이전.
- 시기 : 1311년
- 천황 : 하나조노 천황
- 쇼군 : 가마쿠라 막부의 모리쿠니 친왕
- 싯켄 : 호조 모로토키, 무네노부

## 개원(改元)
- 엔쿄 4년 4월 28일(율리우스력 1311년 5월 17일), 역병으로 인해 개원.
- 오초 2년 3월 20일(율리우스력 1312년 4월 27일), 쇼와로 개원된다.

## 출전
『구당서·예의지』의 「応長暦之規、象中月之度、広綜陰陽之数、傍通寒暑之和」.

## 오초 시기에 일어난 일

### 죽음
- 원년
  - 호조 사다토키 (가마쿠라 막부의 싯켄)

## 서력과의 대조표
| 오초 | 원년   | 2년    |
| ---- | ------ | ------ |
| 서력 | 1311년 | 1312년 |
| 간지 | 신해   | 임자   |

## 같이 보기
- 일본의 연호 일람

| 이전 엔쿄 | 일본의 연호 1311년 ~ 1312년 | 다음 쇼와 |